# Адамівська сільська рада (Червоноармійський район)
Адамівська сільська рада — колишня адміністративно-територіальна одиниця та орган місцевого самоврядування у Червоноармійському (Пулинському) районі Волинської округи, Київської та Житомирської областей УРСР з адміністративним центром у с. Адамівка.

## Населені пункти
Сільській раді на момент ліквідації були підпорядковані населені пункти:
- с. Адамівка

## Населення
Кількість населення ради, станом на 1923 рік, становила 1 158 осіб, кількість домогосподарств — 228.
Кількість населення сільської ради, станом на 1924 рік, становила 1 196 осіб.

## Історія та адміністративний устрій
Утворена 1923 року в складі сіл Адамівка, Довжик, Ягодинка та колоній Адамівка, Ягодинка Пулинської волості Житомирського повіту. 7 березня 1923 року увійшла до складу новоствореного Пулинського району Волинської округи, котрий в 1935 році змінив назву на Червоноармійський. 3 листопада 1923 року кол. Ягодинка (Ягоденка) увійшла до складу Корчівської сільської ради, з котрої, 22 лютого 1924 року, до складу Адамівської сільради було передано хутір Пугаків (Пугаківка). 27 жовтня 1926 року кол. Адамівка було передано до складу утвореної німецької національної Стрибізької сільської ради Пулинського району. Станом на 1 жовтня 1941 року с. Довжик, кол. Ягодинка та х. Пугаків були зняті з обліку населених пунктів.
Станом на 1 вересня 1946 року сільська рада входила до складу Червоноармійського району Житомирської області, на обліку в раді перебувало с. Адамівка; с. Ягодинка показане як хутір Цвітянської сільської ради цього ж району.
Ліквідована 11 серпня 1954 року, відповідно до указу Президії Верховної ради Української РСР «Про укрупнення сільських рад по Житомирській області», територію ради включено до складу Цвітянської сільської ради Червоноармійського району.